# 中陰法要
中陰法要（ちゅういんほうよう）とは、大乗仏教で行われる法要の一つ。故人の死後、7日毎に追善供養を行う。

## 概要
死後7週間（49日間、中陰の間）、追善供養を行うことで、死者の良い来世を願う。中陰の間は、7日毎に審判が行われ、その判決で来世が変わっていくとされる。生まれ変わる世界がより良くなるように、7日毎に追善供養を行う。この間、中陰壇が設けられる。
最初の七日目を初七日、次の七日目を二七日、以下同様に三七日、四七日、五七日（三十五日）、六七日となり、七七日（四十九日）を満中陰という。
法要は、その当日（関西は前夜）に営むのが最善ではあるが、日程に都合が付かない場合は、その当日より前に繰り上げて営むのが一般的である。とりわけ、初七日の法要は葬儀の数日後に迎えることになるため、暦通りに開催すると非常に慌しくなる事から葬儀の直後に『繰り上げ法要』と称して同時並行的に営むことも多い（地域により差異がある）。
臨終の日を含めて数えて50日目が「忌明け」、「忌明（きめい）」である。このとき服忌期間の終了となり、中陰壇を取り払う「壇払い」または「壇引き」を済ませる。
佛教では満中陰は四十九日忌であると決まっているにも拘らず、一部地域では亡くなった日が月の後半であった場合は大練忌が翌々月になるが、これを「三月越（みつきごし）」、「三月またぎ」と称して「中陰が3ヶ月にまたがってはいけない」として三十五日忌の小練忌に大練忌の法要を勤め、忌明けとするという俗習が存在する場合がある。しかし、この俗習は明治以降の文献などによく見受けられるが、男性の忌明けは四十九日忌(三十五日とする地域もある)とするが女性の忌明けは三十五日忌であるや、本家の忌明けは四十九日忌であるが分家の忌明けは三十五日忌とする、管理職の忌明けは四十九日忌であるが従業員の忌明けは三十五日忌であるといった階級制度から派生したものであるといえ、一部地域で行われているこの慣習は、非常に人権的問題を孕んでいるといえる。ちなみに、明治時代までは服忌令にほぼ準じて、忌明けは各地ともに死後五十日目（四十九日忌）であったようだ（服忌令には、故人が父や弟などの差異によって服忌期間に違いを見いだせるが、実際には故人が父であろうと弟であろうと、忌明けは死後五十日目（四十九日忌）であったようだ）。
位牌を用いる宗旨では、四十九日までに臨終後すぐに作られる白木の位牌である「内位牌」から、漆塗りの位牌である「本位牌」に作り変える。浄土真宗における本願寺系の教団では、位牌を用いずに「法名軸」を用いることが薦められる。よって「本位牌」は基本的に作らない（が、寺院、地域によっては風習として位牌を作る場合もある）。専修寺系である真宗高田派では、「本位牌」を用いる。

## 四十九餅
忌明けの法事で餅を搗き、親類縁者に食べてもらう「四十九餅」という食い別れ儀礼の風習は日本の広い範囲に見られる。四十九餅の呼称は「釘餅」「笠餅」など地方によって異なり、搗き方や食べ方などにまつわる俗信や儀礼も地方によって様々である。四十九日にあやかって49個の小餅を作る場合が多いが、餅を人の形に整形したり、個々の餅を「肘の餅」「膝の餅」といったように人体の部位に当てはめる例も多い。骨噛みと同様に、これを人肉食の名残りとする説と、死者の生命を継承する儀式と解釈する説がある。

## 中陰法要一覧
- 初七日（しょなのか） - 初願忌（しょがんき）
- 二七日（ふたなのか） - 以芳忌（いほうき）
- 三七日（みなのか） - 洒水忌（しゃすいき）
- 四七日（よなのか） - 阿経忌（あぎょうき）
- 初月忌（しょがっき[3]） - 没後、最初の月命日。立日とも言う。
- 五七日（いつなのか） - 小練忌（しょうれんき）、 閻魔大王は五七日に現れる。
- 六七日（むなのか） - 檀弘忌（だんこうき）
- 七七日（なななぬか[4]） - 大練忌（だいれんき）、もっとも重要な法要とされる。忌明けの日。四十九日、満中陰、尽七日とも言う。

ユネスコの登録無形文化遺産である韓国の霊山斎は、この四十九日法要の類。